# Новаково (Вармінсько-Мазурське воєводство)
Новаково (пол. Nowakowo, нім. Terranova) — село в Польщі, у гміні Ельблонґ Ельблонзького повіту Вармінсько-Мазурського воєводства.
Населення — 500 осіб (2011).
У 1975-1998 роках село належало до Ельблонзького воєводства.

## Демографія
Демографічна структура станом на 31 березня 2011 року:
|          | Загалом | Допрацездатний вік | Працездатний вік | Постпрацездатний вік |
| -------- | ------- | ------------------ | ---------------- | -------------------- |
| Чоловіки | 252     | 57                 | 178              | 17                   |
| Жінки    | 248     | 56                 | 150              | 42                   |
| Разом    | 500     | 113                | 328              | 59                   |